# Giacomo Castrucci
Giacomo Antonio Michele Castrucci (Alvito, 28 settembre 1794 – Alvito, 8 ottobre 1858) è stato un archeologo italiano.
Fu anche arciprete e protonotario apostolico della Chiesa cattolica con diritto ad instar Abatum.

## Biografia
Dopo aver studiato nel seminario di Pozzuoli, allievo di Carlo Rosini, si recò a Napoli, dove si mise in luce come fine erudito, tanto da essere nominato, poco più che ventenne, con decreto reale del 15 giugno 1816, lettore dei papiri di Ercolano. Grazie alla fama raggiunta, divenne presto socio dell'Accademia Ercolanese, ispettore di pubblica istruzione, professore di giurisprudenza, nonché giudice sinodale della Diocesi di Sora-Aquino-Pontecorvo.
La sua opera più nota, in particolare nell'ambito dell'antichistica, è costituita dal Tesorio letterario di Ercolano ossia la Reale Officina dei papiri ercolanesi, uscito nel 1855 (e riedito tre volte, nello stesso 1855, nel 1856 e nel 1858): concepita come omaggio per i granduchi di Russia, Nicola e Michele, che visitarono il Real Museo Borbonico l'11 maggio 1852 alla presenza di Ferdinando II delle Due Sicilie, essa illustrava, con ricche tavole incise, sia i papiri recuperati durante gli scavi di Ercolano compiuti, sotto Carlo III, tra il 1752 e il 1754, sia i progressi della tecnica di svolgimento dei papiri carbonizzati.
È stato anche autore, come segnala Gaetano Moroni, di un «erudito e critico» Cenno storico sulle leggi romane, del 1825 (e ristampato nel 1834 e nel 1846), dedicato a Sisto Riario Sforza, oltre a svariati encomi ed orazioni.

## Opere
- Vita di S. Gerardo glorioso pellegrino inglese protettore della terra di Gallinaro, Tip. Migliaccio, Napoli 1827.
- La gratitudine della città di Alvito esternata nel giorno 12 gennajo 1850, genetliaco del piissimo re del regno delle Due Sicilie Ferdinando 2, s.e., Napoli 1850.
- Breve cenno della eruzione vesuviana del maggio 1855, Stamp. del Fibreno, Napoli 1856
- Osservazioni critiche sul sito dell'antico Cominio, Stamp. del Fibreno, Napoli 1858, su books.google.it.
- Fucino ululante, ossia Derivazione delle sue acque nel fiume Liri. Ricordi per gli eruditi viaggiatori, Stamp. del Fibreno, Napoli 1858.
- Tesoro letterario di Ercolano, ossia, la reale officina dei papiri ercolanesi, Stamp. del Fibreno, III ed., Napoli 1858.